# Janusz Wizgierd
Janusz Wizgierd herbu Odrowąż – pisarz ziemski upicki w latach 1676–1684, podstarości upicki w latach 1667–1676.
Poseł sejmiku upickiego na sejm nadzwyczajny 1668 roku. Jako poseł na sejm elekcyjny 1669 roku podpisał pacta conventa Michała Korybuta Wiśniowieckiego w 1669 roku. Był elektorem Jana III Sobieskiego z powiatu upickiego w 1674 roku. Poseł na sejm koronacyjny 1676 roku z Upity. Poseł sejmiku upickiego powiatu upickiego na sejm 1677 roku.